# 시미즈 고야
시미즈 고야(일본어: 清水 康也, 1982년 6월 15일 ~ )는 일본의 전 축구 선수이다.

## 구단 경력
과거 베갈타 센다이, 사간 도스, 도쿄 베르디에서 활동하였다.